# Reticolo ortorombico semplice

Rappresentazione della cella O

Il reticolo ortorombico semplice (o reticolo O) è uno dei 14 reticoli di Bravais, appartenente al sistema ortorombico.